# Dermatea umbrina
Dermatea umbrina är en svampart som beskrevs av Cooke & Massee 1893. Dermatea umbrina ingår i släktet Dermatea och familjen Dermateaceae.   Inga underarter finns listade i Catalogue of Life.